# Dave Cooper
Dave Cooper né le 7 novembre 1967 à Shelburne est un auteur de bande dessinée et peintre canadien d'expression anglaise.

## Biographie
Entre 1981 et 1987, les ventes des petits éditeurs connaissent une énorme croissance au Canada. Pour parer à la demande, la maison d’édition Aircel engage toute personne susceptible de tenir un crayon ; à 13 ans, Dave Cooper fait partie des élus. Le jeune dessinateur travaille durant quelques années sur plusieurs titres de super-héros et passe à côté du mouvement de l’autoédition mené par des auteurs canadiens tels Chester Brown (Yummy Fur) et Julie Doucet (Dirty Plotte). Ce n’est qu’au début des années 1990 que Dave Cooper découvre les œuvres de Robert Crumb, Joe Matt, Daniel Clowes, Peter Bagge mais surtout l’album Ed The Happy Clown de Chester Brown. Cette bande dessinée lui ouvre les yeux sur les possibilités du médium et influence fortement ses premiers romans graphiques baptisés Suckle (1996) et Crumple (2000).
En parallèle, il travaille chez Dark Horse Comics où il dessine des récits de Grendel, Hellboy Junior, The Mask ou encore Godzilla. C’est chez ce même éditeur que Dave Cooper s’essaie en 1998 à l’autobiographie au travers du récit Dan & Larry. Il évoque dans cette histoire sombre où se mêlent souvenirs et fantasmes le harcèlement sexuel que lui fit subir un responsable d’Aircel alors qu’il était encore adolescent.
En août 1999, Dave Cooper franchit une nouvelle étape dans son parcours créatif en éditant le premier numéro de sa série Weasel chez Fantagraphics Books. Chaque numéro de cette série est composé de courts chapitres de projets éclectiques. Elle reçoit le prix Harvey de la meilleure nouvelle série en 2000. L’Encyclopedia Nonsensica y côtoie les épisodes vaudevillesques de Eddy Table et ceux beaucoup plus réalistes de Ripple : A Predilection for Tina. Ce dernier projet, réédité sous forme de roman graphique par Fantagraphics, lui assure une grande reconnaissance. Le succès d’un livre d’art dédié à ses toiles le pousse pourtant à se lancer dans une tout autre voie. Dave Cooper se consacre aujourd’hui entièrement à la peinture, au design de jouets et aux livres pour enfants. Le Festival d’Angoulême lui a dédié une exposition en 2005.

## Publications

### Bandes dessinées en anglais
- Suckle, The Status of Basil, Fantagraphics Books, 1996.
- Dan & Larry, prépublication dans les Dark Horse Presents, nos 128 à 132, Dark Horse Comics, 1998.
- Weasel, nos 1 à 5, Fantagraphics Books, 1999-2002.
- Dan & Larry in: Don't Do That !, compilation des planches prépubliées chez Dark Horse, Fantagraphics Books, 2001.
- Crumple, The Status of Knuckle, Fantagraphics Books, 2001.
- Completely Pip & Norton volume one, Dark Horse, 2002.
- Ripple: a Predilection for Tina, Fantagraphics Books, 2003.
- Mudbite, Fantagraphics Books, 2018  (ISBN 9781683960874).
- Dog Head Comics #1, The Mansion Press, 2024  (ISBN 9782492646430).
- Mouthful: A Generous Gulp of Dave Cooper, The Mansion Press, 2025  (ISBN 978-2-492-64654-6).

### Albums jeunesse
- Bagel's Lucky Hat (sous le pseudo Hector Mumbly), Chronicle Books, 2007.

### Bandes dessinées traduites en français
- Ripple, Éditions du Seuil, 2005[1].
- Dan & Larry dans: Fais pas ça!, Éditions du Seuil, 2006.
- Suckle suivi de Crumple, Éditions Delcourt, 2008[2].
- Pip et Norton, scénario de Gavin McInnes, Éditions Delcourt, 2010.
- Dog Head Comics #1, Huber, 2025  (ISBN 9782492042232).

### Livres d'art
- Overbite: Painting and Drawings of Mostly Pillowy Girls, Fantagraphics Books, 2002.
- Underbelly: Additional Observations on the Beauty/Ugliness of Mostly Pillowy Girls, Fantagraphics Books, 2005.

## Récompenses
- 2000 :
  - Prix Harvey de la meilleure nouvelle série pour Weasel.
  - Prix Ignatz du meilleur auteur et de la meilleure série pour Weasel.